# Der Supersturm – Die Wetter-Apokalypse
Der Supersturm – Die Wetter-Apokalypse (Originaltitel: Seattle Superstorm) ist ein US-amerikanischer Katastrophenfernsehfilm aus dem Jahr 2012 von Jason Bourque. In den Hauptrollen sind Esai Morales und Ona Grauer zu sehen.

## Handlung
Die United States Navy schießt über dem Pazifischen Ozean einen Meteoriten in der Nähe von Seattle ab. Ein Bergungsteam wird entsendet, um das abgeschossene Objekt zu bergen und später zu erforschen. Als sie tatsächlich das Objekt erreichen, müssen sie zu ihrem Entsetzen feststellen, dass es sich nicht um einen natürlichen Himmelskörper, sondern um ein UFO handelt. Aus dem Inneren des UFOs entsteigt wenig später eine schwarze Wolke.
Die schwarze Wolke nimmt fortlaufend an Größe zu, entwickelt sich zu einem großen Sturm, der sich Richtung Seattle bewegt. Major Emma Peterson erhält den Befehl, für die Sicherheit Seattles zu sorgen. Währenddessen nimmt sich ihr Verlobter Tom der Aufgabe an, sich um die beiden Kinder, Wyatt Foster und Cloe Peterson, zu kümmern und sie aus der Gefahrenzone zu evakuieren. Wenig später wird Seattle von ersten Erdbeben, starken Gewittern und lebensbedrohlichen Tornados heimgesucht.
Nach einiger Zeit wird klar, dass die Wolke an Größe zunimmt und genügend Kraft entwickeln kann, die ganze Erde zu bedrohen. Tom, der bei der NASA als Chemiker arbeitet, unterstützt nun seine Verlobte. Nachdem das abgeschossene Objekt genauer erforscht wurde, wird klar, dass es sich um eine geheime sowjetische Massenvernichtungswaffe aus der Zeit des Kalten Krieges handelt. Daher kontaktieren sie den Wissenschaftler Dimitri Kandinsky.

## Hintergrund
Gedreht wurde der Film im kanadischen British Columbia. Seine US-amerikanische Fernsehpremiere feierte der Film am 31. März 2012.

## Rezeption
„Herkömmlicher Action-Katastrophenfilm mit pädagogischer Nebenhandlung, in der sich die beiden nichtsnutzigen erwachsenen Kinder der Protagonisten als vollwertige Mitglieder der Weltgemeinschaft bewähren.“

Auf Rotten Tomatoes hat der Film bei etwa 50 Publikumsbewertungen eine katastrophale Wertung von gerade 3 %.